# 42 (فلم)
42 هو فيلم سيرة ذاتية أُصدر في الولايات المتحدة سنة 2013، عُرض الفيلم في الولايات المتحدة في 12 أبريل 2013. فيلم يعود إلى أواخر أربعينيات القرن الماضي في الولايات المتحدة الأمريكية ليروي قصة جاكي روبينسون، أول أمريكي أسود يلعب في دوري أبطال كرة القاعدة أو(البيسبول) ضمن فريق بروكلين دودجرز وهذا الفيلم من بطولة شادويك بوسيمان وهاريسون فورد.
اسم الفيلم 42 مأخوذ من رقم القميص الذي كان يرتديه اللاعب جاكي روبنسون.

## تعليقات الأبطال[1]
- قال الممثل شادويك بوسيمان الذي لعب دور اللاعب جاكي روبنسون:(في نفس الوقت تقريبا الذي كنت اسمع فيه عن مارتن لوثر كينغ كنت أسمع أيضا عن جاكي روبنسون فالاسمان يتلازمان عند الحديث عن الحقوق المدنية.

لقد حمل المشعل لوحدة ولمدة طويلة قبل أن يلتحق به آخرون ليساعدوه في مواجهة التمييز العنصري. وأعتقد أن ما بدأه لم يتم الانتهاء منه بعد، العنصرية لم تنتف تماما من مجتمعنا لذلك يجب مواصلة الكفاح).
- قال الممثل هاريسون فورد الذي لعب دور برانش ريكي رئيس فريق بروكلين دودغرز: (لقد انتصرنا، وغيرنا أشياء عديدة، واعترفنا أن هناك شيئا خاطئا كان يحدث.

بفضل التزام وجرأة هذين الرجلين، تطورت أشياء كثيرة ولكن كان يجب القيام بمجهودات كبيرة لإحداث تغييرات. لو لم يحدث هذا التغيير في لعبة البيسبول
لتطلبت مسألة الحقوق المدينة في مجتمعنا وقتا أطول لتتطور).

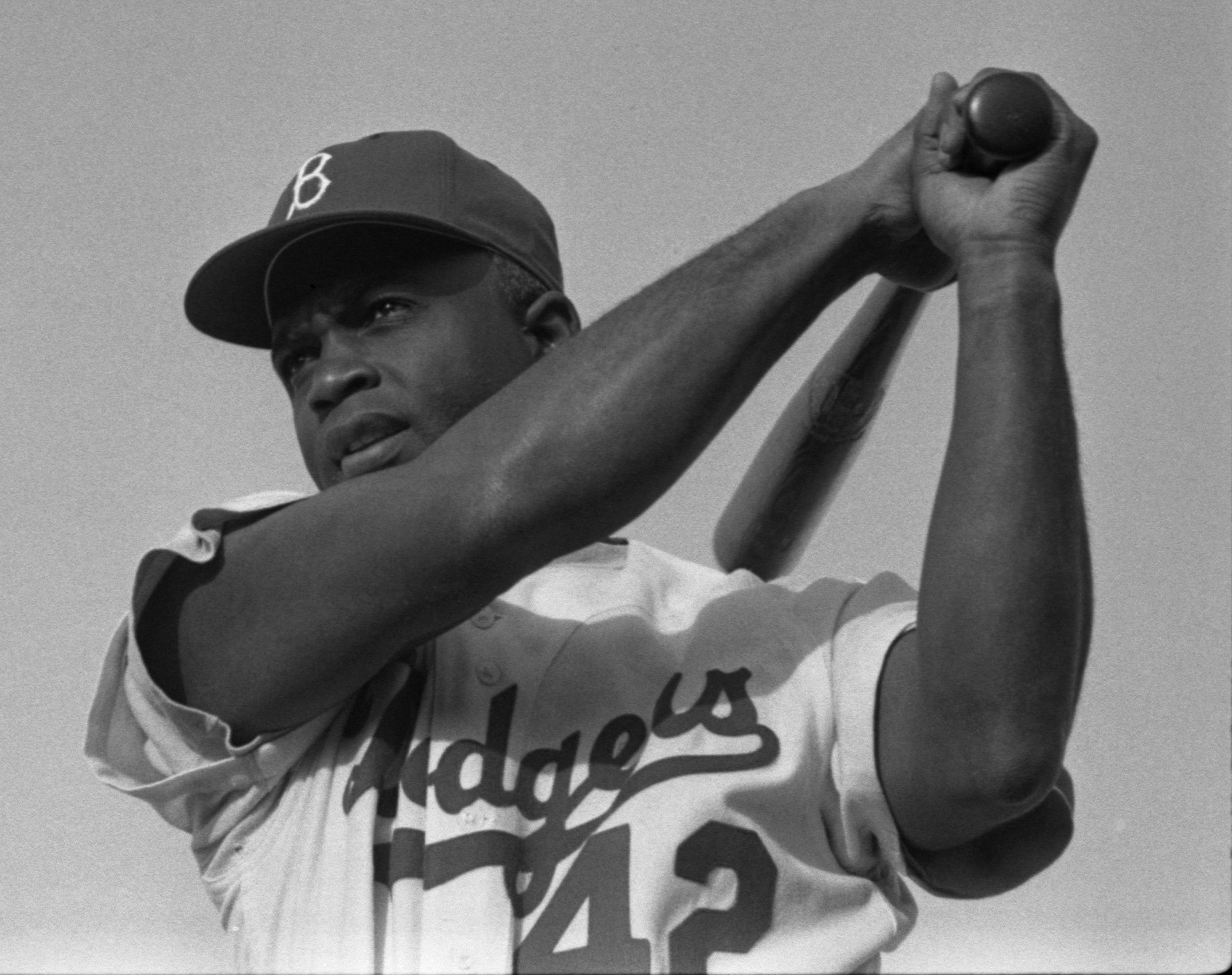
اللاعب جاكي روبنسون وهو مرتدي القميص رقم 42 أثناء لعبه مع فريق بروكلين دودجرز في عام 1954

## القصة
يُعرض الآن بقاعات السينما الأمريكية فيلم “42″ الذي يروي قصة “جاكى روبنسون”، أول أمريكي أسود يلعب في دورى أبطال كرة القاعدة أو «البيسبول» الأمريكي ضمن فريق “بروكلين دودجرز”، و"42″ هو رقم قميص هذا اللاعب، وذهب القميص للممثل “شادويك بوسيمان”.
لاقى “جاكى” معاملة سيئة، وصلت في أحيان كثيرة إلى الاحتقار، والإهانة والعنف، ضمن سلسة من التمييز العنصري التي مارسها رفقاؤه البيض.
وبحسب يورونيوز، فقد تقمص النجم الأمريكي “فورد هاريسون” دور “برانش ريكى” رئيس فريق “بروكلين دودجرز” الذي كسر القاعدة وخالف العرف ووظف لاعبًا أسود في فريقه، لكنه اشترط عليه عدم الانفعال، وعدم الرد على أي تصرف عنصري من زملائه

## الميزانية والإيرادات
- بلغت تكلفة إنتاج الفيلم حوالي 40 مليون دولار.
- جنى الفيلم خلال افتتاحه في عطلة نهاية الأسبوع 12-14 أبريل حوالي 27 مليون دولار ليتصدر شباك التذاكر الأمريكي وليحقق رقما قياسي كأعلى افتتاحية لفيلم يدور حول لعبة البيسبول في تاريخ السينما الأمريكي، الرقم السابق كان من نصيب فيلم (The Benchwarmers) إنتاج 2006 الذي جنى في افتتاحيته (19.7) مليون دولار.

## وصلات خارجية
- مقالات تستعمل روابط فنية بلا صلة مع ويكي بيانات